# Godzina zemsty
Godzina zemsty (oryg. Payback) – amerykański film z 1999 roku w reżyserii Briana Helgelanda na podstawie powieści The Hunter Donalda Edwina Westlake’a.

## Obsada
- Mel Gibson – Porter
- Gregg Henry – Val
- Maria Bello – Rosie
- Deborah Kara Unger – Lynn Porter
- David Paymer – Stegman
- Bill Duke – Detective Hicks
- Jack Conley – Detective Leary
- William Devane – Carter
- Kris Kristofferson – Bronson
- John Glover – Phil
- Lucy Liu – Pearl
- Alex Skuby – Twardziel z Oakwood Arms
- Freddy Rodríguez – Punk
- Kwame Amoaku – Radioman
- Yasen Peyankov – żebrak